# Карстов извор
Карстовият извор извира от карстов масив, където подземните води излизат на земната повърхност. Карстовият извор е обратното явление на понор (губилище), където водите пропадат под земята (вж. Дяволското гърло).

## Карстови извори в България
Най-големите карстови извори в България са Девненските (със среден дебит 2700 л/сек), „Глава панега“ (2500 л/сек), „Текира“ (1424 л/сек), „Хубча“ (1282 л/сек), „Топля“ (615 л/сек), „Клептуза“ (420 л/сек), Житолюб.

## Карстови извори по света
- Дунав